# Crowell (Texas)
Crowell település az Amerikai Egyesült Államok Texas államában, Foard megyében, melynek megyeszékhelye is. Lakosainak száma 769 fő (2020. április 1.).

## Népesség
A település népességének változása:

| 2010 | 948 |
| 2020 | 769 |